# Imre Keéri-Szántó
Imre Keéri-Szántó (Budapest, 12 de gener, 1884 - Idem. 22 de febrer, 1940), va ser un pianista, professor universitari i de secundària.

## Biografia
Imre Keéri-Szántó va assistir a un gimnàs a la seva ciutat natal, després va obtenir una llicenciatura en dret a la Universitat Reial de Budapest, al mateix temps diplomes de piano i pedagogia musical a la Reial Acadèmia Nacional de Música d'Hongria. Els seus professors de música més importants van ser István Thomán i Kalman Chovan. Després dels seus estudis va donar recitals a Europa. L'any 1912 va tornar a casa i entre 1912 i 1919 va fer classes en una escola de música. Des del curs escolar de 1918 va ensenyar fins a la seva mort a l'Acadèmia de Música, a més va actuar al país, sobretot a la capital.

## Deixebles escollits
- Géza Anda
- Béla Böszörményi-Nagy
- György Cziffra
- Géza Frid
- Katalin Nemes
- György Sebők